# Magyar Nép (napilap)
Magyar Nép a Magyar Népi Szövetség (MNSZ) lapja Bihar megyében. 1946. október 31. és december 23. között 13 száma jelent meg Nagyváradon (hétfőn és csütörtökön).

## A lap célja, tartalma
A lap elsősorban a Magyar Népi Szövetség (MNSZ) politikai céljait, választási hadjáratát szolgálta, s közölte a napi híranyagot is. Földművesek, mesteremberek, lelkészek, kereskedők cikkei mellett Czikó Lőrinc beszédeit, jegyzeteit, Raffay Ádám, Kaczián Kálmán, Szabó Lajos, Robotos Imre és Kapcza Imre (jogvédelmi) írásait, Kiss Jenő, Berde Mária, Horváth István és Horváth Imre verseit olvashatjuk oldalain. Beszámoltak az MNSZ váradi szabadegyetemének előadásairól, s néhány színikritikát is közöltek.